# Saint-Ébremond-de-Bonfossé
Saint-Ébremond-de-Bonfossé är en kommun i departementet Manche i regionen Normandie i norra Frankrike. Kommunen ligger i kantonen Canisy som tillhör arrondissementet Saint-Lô. År 2018 hade Saint-Ébremond-de-Bonfossé 727 invånare.

## Befolkningsutveckling
Antalet invånare i kommunen Saint-Ébremond-de-Bonfossé
| Referens: INSEE |